# NGC 5414
NGC 5414 est une galaxie irrégulière magellanique située dans la constellation du Bouvier. Sa vitesse par rapport au fond diffus cosmologique est de 4 495 ± 18 km/s, ce qui correspond à une distance de Hubble de 66,3 ± 4,7 Mpc (∼216 millions d'al). NGC 5414 a été découverte par l'astronome allemand Wilhelm Tempel en 1883.
L'image obtenue du relevé SDSS montre que la classification préconisée par le professeur Seligman ((R')IBdm?, irrégulière barrée de type magellanique) est sans doute celle qui s'applique le mieux à cette galaxie.
NGC 5414 présente une large raie HI. Selon la base de données Simbad, NGC 5414 est une radiogalaxie.
NGC 5414 est une galaxie dont le noyau brille dans le domaine de l'ultraviolet. Elle est inscrite dans le catalogue de Markarian sous la cote Mrk 800 (MK 800).
À ce jour, cinq mesures non basées sur le décalage vers le rouge (redshift) donnent une distance de 72,480 ± 3,147 Mpc (∼236 millions d'al), ce qui est à l'intérieur des valeurs de la distance de Hubble. Notons cepenant que c'est avec la valeur moyenne des mesures indépendantes, lorsqu'elles existent, que la base de données NASA/IPAC calcule le diamètre d'une galaxie et qu'en conséquence le diamètre de NGC 5414 pourrait être d'environ 21,3 kpc (∼69 500 al) si on utilisait la distance de Hubble pour le calculer..
Les distances de Hubble des galaxies PGC 169913 (2MASX J14015904+0957088) et PGC 169914 (2MASX J14020276+0957508) situées à proximité sur la sphère céleste sont respectivement de 168 ± 12 Mpc (∼548 millions d'al) et de 169 ± 12 Mpc (∼551 millions d'al). Ce sont donc deux lointaines galaxies qui se trouvent par coïncidence dans la même direction que NGC 5414.

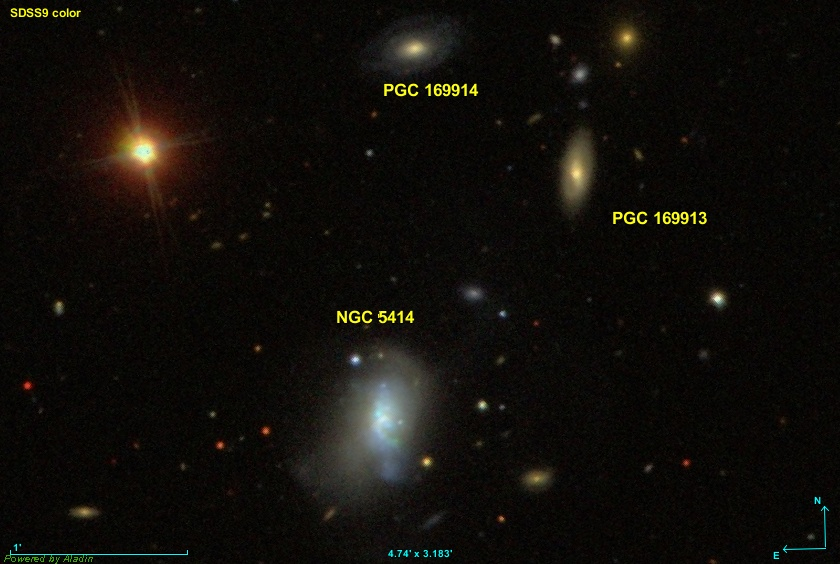
Deux lointaines galaxies dans la même région du ciel que NGC 5414.